# Hugo Jamioy Juagibioy
Hugo Jesús Jamioy Juagibioy (nascut en 1971) és un poeta i contista colombià, provinent de l'ètnia indígena kamëntsá del sud de Colòmbia.

## Biografia
Jamioy va néixer a Waman Tabanók (que significa "El nostre lloc sagrat d'origen"), localitzat a Sibundoy, departament de Putumayo. El seu pare és un metge tradicional i la seva mare teixidora.
Es va vincular a la Universitat de Caldas per estudiar agronomia. No obstant això, la veritable passió de Jamioy era la poesia, per la qual cosa va començar a escriure, publicant la seva primera obra en 1999 mitjançant el suport de la Universitat Nacional de Colòmbia. El 2005 va publicar la seva obra más reconeguda, Danzantes del viento, que va ser rellançada en 2010 amb nous textos poètics.
El Ministeri de Cultura va premiar al poeta amb una Beca de Recerca Nacional en Literatura en 2006. Tres anys després va guanyar la Beca Nacional de Creació d'Oralitura, atorgada pel mateix ens governamental. En 2013 va participar al Festival Folklife, organitzat per l'Institut Smithsonià a Washington, DC.

## Obres publicades
- Mi fuego y mi humo, mi tierra y mi sol (1999). Infección Editores, Facultad de Derecho Ciencias Jurídicas y Sociales, Dirección de Bienestar Universitario, Universidad Nacional de Colombia, Bogotá.
- No somos gente (2000)
- Bínÿbe Oboyejuayëng. Danzantes del Viento (2010). Bogotá: Ministerio de Cultura.[5]